# Capella Cracoviensis
Capella Cracoviensis – orkiestra i chór kameralny powstałe w 1970 roku z inicjatywy ówczesnego dyrektora Filharmonii Krakowskiej Jerzego Katlewicza, który stworzenie przy instytucji zespołu specjalizującego się w wykonywaniu muzyki dawnej powierzył dyrygentowi i muzykologowi Stanisławowi Gałońskiemu. Capella Cracoviensis usamodzielniła się organizacyjnie, grając różnorodny repertuar od średniowiecza po prawykonania muzyki współczesnej. Od listopada 2008 roku dyrektorem naczelnym i artystycznym zespołu jest Jan Tomasz Adamus.
Capella Cracoviensis wykonuje repertuar od renesansowej polifonii po muzykę początku XX wieku na instrumentach z epoki. Występowała na wielu festiwalach (Bachfest Leipzig, SWR Festspiele Schwetzingen, Händel Festspiele Halle, Haydn Festspiele Brühl, Misteria Paschalia) oraz w salach koncertowych takich jak Concertgebouw w Amsterdamie, Opéra Royal Versailles, Theater an der Wien, Wiener Kozerthaus, NOSPR, Filharmonia w Szczecinie. Gośćmi zespołu byli m.in. Marc Minkowski, Evelino Pidó, Christophe Rousset, Giuliano Carmignola i Paul McCreesh. Regularnie występują z Capellą Cracoviensis Vincent Dumestre (Le Poème Harmonique), Fabio Bonizzoni (La Risonanza), Alessandro Moccia (Orchestre des Champs-Élysées), Andrew Parrott, Paul Goodwin oraz zespoły takie jak Ensemble Oltremontano, Accademia Bizantina, Fretwork czy Nachtmusique. Współorganizuje Festiwal Bachowski w Świdnicy oraz Festiwal Opera Rara w Krakowie.
27 sierpnia 2016 roku Capella Cracoviensis wykonała 9 symfonii Ludwiga van Beethovena w przeciągu jednego dnia; koncert transmitowany był przez Polskie Radio. W 2018 roku jako pierwszy polski zespół wykonywała dzieła Wagnera na historycznych instrumentach z udziałem Waltraud Meier („Wesendonck-Lieder”). W maju 2018 roku rozpoczęła 6-letni projekt „Haydn – wszystkie symfonie 2018–2023” obejmujący koncerty oraz nagrania na żywo.
Capella Cracoviensis zrealizowała sceniczne wersje oper, m.in. „Amadigi di Gaula” G.F. Händla, "Wesele Figara" W.A. Mozarta, „Orfeo ed Euridice” Ch.W. Glucka, czy „Halka” S. Moniuszki (wersja wileńska), a także sceniczne projekty specjalne: m.in. madrygały C. Monteverdiego w barze mlecznym, pieśni chóralne F. Mendelssohna w lesie, muzykę do „Snu nocy letniej” tego samego kompozytora z udziałem dzieci z dysfunkcjami wzroku w roli aktorów oraz „Mozart-Requiem-Karaoke” w reżyserii Cezarego Tomaszewskiego.
Siedziba orkiestry znajduje się przy ul. św. Marka 7-9/9 w Krakowie.

## Dyskografia
- 2013 "Bach Rewrite" (Marcin Masecki, Piotr Orzechowski, dyr. Jan Tomasz Adamus) – wyd. Decca
- 2014 J. B. Lully i M. A. Charpentier "Te Deum" (dyr. Vincent Dumestre) – wyd. Alpha
- 2015 "Karłowicz – Serenada 1896" – wyd. iteratio
- 2015 J. S. Bach "Motety" (dyr. Fabio Bonizzoni) – wyd. Alpha
- 2016 G. B. Pergolesi "Adriano in Siria" (Franco Fagioli, Romina Basso, Juan Sancho, dyr. Jan Tomasz Adamus) – wyd. Decca
- 2017 "Chopin Schubert" (Mariusz Klimsiak, dyr. Jan Tomasz Adamus) – wyd. Avi
- 2018 N. Porpora "Germanico in Germania" (Max Emanuel Cenčić, Julia Lezhneva, Juan Sancho, dyr. Jan Tomasz Adamus) – wyd. Decca
- 2018 G. F. Händel "The Seven Deadly Sins" (Juan Sancho, dyr. Jan Tomasz Adamus) – wyd. Enchiriadis
- 2019 "Adam Jarzębski et consortes" (dyr. Agnieszka Świątkowska) – wyd. iteratio
- 2019 W. A. Mozart "Requiem" (dyr. Jan Tomasz Adamus) – wyd. Capella Cracoviensis
- 2020 G.F. Händel "Human Love. Love Divine" (Nuria Rial, Juan Sancho, dyr. Jan Tomasz Adamus) – wyd. Deutsche Harmonia Mundi / Sony Classical
- 2021 S. Moniuszko "Halka" (Natalia Rubiś, Sebastian Szumski, Przemysław Borys, dyr. Jan Tomasz Adamus) – wyd. Deutsche Harmonia Mundi / Sony Classical
- 2022 A. Vivaldi "Stabat Mater" (Jakub Józef Orliński, dyr. Jan Tomasz Adamus) – wyd. Erato